# Транскаприви
Транскаприви (на немски: Trans-Kaprivi-Fernstraße; на английски: Trans-Caprivi Highway) е главен път в Намибия и Замбия.
Официално е открит през 1999 г. Започва от гр. Рунду, Североизточна Намибия и върви по протежението на ивицата Каприви, като завършва в гр. Катима Мулило на река Замбези, която в района е граница между Намибия и Замбия. Мостът на Катима Мулило, изграден през 2004 г., преминава над река Замбези и свързва града с гр. Сешеке, Замбия. От там пътят е с трошенокаменна настилка до град Ливингстън, откъдето продължава до Лусака с името Главен южен път.
Шосето е елемент от транспортния коридор, свързващ Замбия, която няма излаз на море, с атлантическото пристанище на Уолфиш Бей. Този коридор улеснява също търговските взаимоотношения и на съседни на Замбия страни - Демократична република Конго, Малави и Зимбабве. Например шосето е улеснява търговията на медна руда, добивана в мината Дикулуши в ДР Конго. Транспортните средства преминават транзитно през Замбия, а от там по шосето Транскаприви достигат до завода за цветни метали в Цумеб. Преработеният метал се изнася от намибийските пристанища.
Така изграденият път Транскаприви е част от главния северен транспортен коридор, свързващ крайбрежията на Африка с Атлантическия и Индийския океан. По своето протежение пътят има няколко разклонения - както на север към Средиземно море до Египет и Мароко, така и на изток с второстепенни пътища към Индийския океан.